# ألف أكيرمان
ألف أكيرمان (بالإنجليزية: Alf Ackerman)‏ هو لاعب كرة قدم ومدرب كرة قدم جنوب أفريقي، ولد في 5 يناير 1929 في بريتوريا في جنوب أفريقيا، وتوفي في 10 يوليو 1988 في جوهانسبرغ في جنوب أفريقيا. لعب مع ديربي كاونتي ونادي كارلايل يونايتد ونادي ميلوول ونورويتش سيتي وهال سيتي.